# Timón
Timón és un barri de Madrid integrat en el districte de Barajas. Té una superfície de 959,53 hectàrees i una població de 8.081 habitants (2009).Limita al nord amb Alcobendas, al sud amb Corralejos, a l'oest amb Valdefuentes (Hortaleza), i a l'est amb Aeropuerto i el nucli històric de Barajas. Està delimitat al sud pel carrer d'Ariadna, a l'est per l'Avinguda de Logroño i la Carretera d'Alcobendas a Barajas i a l'oest pel Camino de Valdepalos i el Camino del Palo.